# Estación de Guareña
Guareña es una estación de ferrocarril situada en el municipio español de Guareña, en la provincia de Badajoz, comunidad autónoma de Extremadura. Dispone de servicios de Media Distancia operados por Renfe.
Las instalaciones también cumplen funciones logísticas, dedicadas al tráfico de mercancías.

## Situación ferroviaria
La estación se encuentra en el punto kilométrico 424,9 de la línea de ferrocarril de ancho ibérico Ciudad Real-Badajoz a 244,7 metros de altitud.

## Historia
La estación fue inaugurada el 21 de agosto de 1865 con la apertura del tramo Magacela-Mérida de la línea que buscaba unir Ciudad Real con Badajoz. La Compañía de los Caminos de Hierro de Ciudad Real a Badajoz fue la impulsora de la línea y su gestora hasta el 8 de abril de 1880 fecha en la cual fue absorbida por MZA. En 1941, la nacionalización del ferrocarril en España supuso la desaparición de MZA y su integración en la recién creada RENFE. 
Desde el 31 de diciembre de 2004 Renfe Operadora explota la línea mientras que Adif es la titular de las instalaciones ferroviarias.

## La estación
Se encuentra alejada del núcleo urbano de Guareña 4,3 km al norte del mismo, siguiendo la carretera  BA-043 
El edificio para viajeros es una estructura de base rectangular, dos alturas, seis vanos por costado (los superiores tapiados) y disposición lateral a las vías, recientemente reformada por Adif. Cuenta con dos andenes, uno lateral y otro central al que acceden una vía principal y dos derivadas. Existes dos vías más finalizadas en toperas por el lado Este. Los cambios de uno a otro andén se realizan a nivel.

## Servicios ferroviarios

### Media Distancia
Los trenes de Media Distancia operados por Renfe tienen como principales destinos las ciudades de Alcázar de San Juan, Ciudad Real, Puertollano, Mérida y Badajoz.
| Línea MD | Trenes          | Origen/Destino                              |  | Destino/Origen |
| -------- | --------------- | ------------------------------------------- |  | -------------- |
|          | Regional Exprés | Puertollano                                 |  | Mérida Badajoz |
|          | Regional Exprés | Cabeza del Buey                             |  | Mérida Badajoz |
|          | MD              | Alcázar de San Juan Ciudad Real Puertollano |  | Mérida Badajoz |